# HD 216446
Désignations
HD 216446, également désignée HR 8702, est une étoile binaire de la constellation boréale de Céphée. Elle est visible à l'œil nu avec une magnitude apparente combinée de 4,74. D'après la mesure de sa parallaxe annuelle par le satellite Gaia, le système est distant d'environ 97 pc (∼316 al) de la Terre. Sa magnitude absolue est de −0,14. Il se rapproche actuellement du Système solaire à une vitesse radiale de −32 km/s et il est calculé qu'il se rapprochera jusqu'à une distance d'environ 57,86 pc (∼189 al) dans 1,876 million d'années. 
La composante primaire, désignée HD 216446 A, est une étoile géante rouge de type spectral K3III et d'une magnitude de 4,92. Elle a donc épuisé les réserves en hydrogène qui étaient contenues dans son cœur et est sortie de la séquence principale en s'étendant et se refroidissant. Son rayon est environ 25 fois plus grand que le rayon solaire. La métallicité de l'étoile, autrement dit son abondance en éléments plus lourds que l'hydrogène et l'hélium, est plus faible que celle du Soleil, avec une abondance en fer qui vaut 79 % celle du Soleil. L'étoile est 193 fois plus lumineuse que le Soleil et sa température de surface est de 4 288 K.
Son compagnon, désigné HD 216446 B, est une étoile de magnitude 9,60 qui, en date de 2016, était localisée à une distance angulaire de 3,9 secondes d'arc et à un angle de position de 39° de la primaire.